# Macronema matthewsi
Macronema matthewsi är en nattsländeart som beskrevs av Oliver S. Flint Jr. 1964. Macronema matthewsi ingår i släktet Macronema och familjen ryssjenattsländor. Inga underarter finns listade i Catalogue of Life.